# Путі Кайсар Міхара
Путі Кайсар Міхара (нім. Puti Kaisar-Mihara, 28 квітня 1986, Паданг, Індонезія) — австрійська фотомодель, акторка, танцюристка і хореографка індонезійського походження.

## Біографія
Народилася 28 квітня 1986 року в місті Паданг в Західній Суматрі Індонезії. Її батько — Міхар Валк Тан Панґеран (індонез. Mihar Walk Tan Pangeran) — був майстром і інструктором з бойового мистецтва сілат. Мінангкабау за походженням. У 1986 році разом з батьком переїхала до Відня, де у віці 3 років почала вчитися бойовому мистецтву під керівництвом батька. Здобула звання Пендекар. Знаменита в основному роллю у фільмі «Місце злочину: Мистецтво війни».

## Фільмографія
- 2016: «Місце злочину: Мистецтво війни»